# Centre scolaire Saint-Benoît Saint-Servais de Liège
 (septembre 2023).
L'article doit être relu — et modifié si nécessaire — par des contributeurs indépendants pour apporter un regard critique aux contributions effectuées en violation des conditions d'utilisation de Wikipédia, tant sur la forme (notamment concernant le style encyclopédique, la proportionnalité) que sur le fond (la neutralité de point de vue, la qualité et l'indépendance des sources).
 (février 2021).
Si vous disposez d'ouvrages ou d'articles de référence ou si vous connaissez des sites web de qualité traitant du thème abordé ici, merci de compléter l'article en donnant les références utiles à sa vérifiabilité et en les liant à la section « Notes et références ».
 (février 2021).
Le Centre scolaire Saint-Benoît Saint-Servais, né de l'union du Collège Saint-Servais (jésuite) et de l’École abbatiale Paix-Notre-Dame (bénédictine), est un établissement scolaire catholique, situé à Liège (Belgique). Il est composé d'une section fondamentale (maternelle et primaire) et d'une section secondaire. Il scolarise au total environ 2 110 élèves de 2 ans et demi à plus de 18 ans.
Fondé en 1828 par un prêtre diocésain, le Collège Saint-Servais est confié aux jésuites en 1838, qui y reprennent la tradition pédagogique du « Collège en Isle » fondé en 1582 et supprimé (comme collège jésuite) en 1773. Le Collège est le plus ancien établissement d'enseignement secondaire toujours en activité à Liège.
Depuis le passage à la mixité dans le corps estudiantin, en 1992, le nouveau collège s’appelle « Centre scolaire Saint-Benoît Saint-Servais » : Saint-Benoît, du nom du fondateur de l’ordre bénédictin, et Saint-Servais, du nom originel du Collège des Jésuites. Le Pouvoir organisateur du collège est jésuite, même si la plupart des professeurs sont aujourd'hui laïcs.

## Histoire

### Origines du Collège
En 1828, l’abbé Robert Julliot, prêtre vendéen du diocèse de Liège ouvre une école près de l’église et paroisse Saint-Servais à Liège, dans la rue Fond Saint-Servais (d'où le nom du collège). D’abord clandestine (car non autorisée par le pouvoir hollandais) l’école se développe rapidement après l’indépendance belge (qui redonne la liberté d’enseignement aux catholiques), au point de nécessiter un déménagement. En 1834, l’école s’installe dans une maison de maître au faubourg Saint-Gilles de Liège - un quartier non encore urbanisé - qui servait déjà de petit pensionnat. Il garde le nom de 'Saint-Servais'.
En 1838 l’abbé Julliot entre dans la Compagnie de Jésus et, avec l’accord de son évêque Mgr Corneille van Bommel, confie également son école aux jésuites. Les élèves sont au nombre de 78. Une cinquantaine d’années plus tard, en 1893, ils seront un millier.

### Constructions
Le premier recteur, Frédéric Bossaert, est un bâtisseur. Dès 1840 il construit un internat – Saint-Servais est un internat dès sa fondation - et deux solides bâtiments pour les classes, avec galeries couvertes. En 1852, lors de son second mandat comme recteur, il construit l’église Saint-Joseph, en bord de rue Saint-Gilles. Et lorsqu’il revient pour la troisième fois à Liège, en 1865, il complète l’internat, les salles d’études et le gymnase. Ainsi tout le rez-de-chaussée est libéré pour être transformée en salle académique ouverte au public.

### Salle de fêtes
La « salle académique » joue un rôle important dans la vie de la ville. Elle sert de cadre au troisième congrès eucharistique international de 1883 et aux grandes assises sociales catholiques des années 1886, 1887 et 1890 qui, sous l’impulsion de l’évêque de Liège, Victor-Joseph Doutreloux, examinent la condition ouvrière dans la région de Liège et tentent de lui donner une réponse politique. Ces congrès sociaux préparent le terrain pour l’encyclique Rerum Novarum de Léon XIII.
En 1896 une nouvelle, vaste et ultra-moderne salle de fêtes est construite avec charpente métallique et verrières. La tradition des représentations théâtrales de l’ancien collège en Isle est reprise. Des concerts y sont organisés : le grand violoniste Eugène Ysaye s’y produit.

### Sports

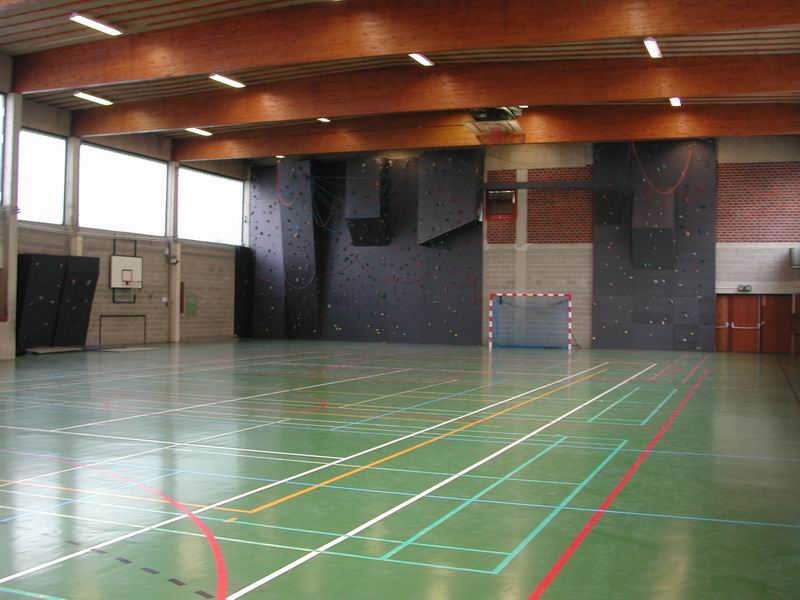
Centre Sportif Saint-Benoît Saint-Servais, vue du hall omnisports.

La fédération de football belge est à peine créée (en 1895) qu’un groupe d’anciens élèves du collège Saint-Servais fonde sous l’impulsion de Joseph Debatty, le Standard de Liège (en 1898), un club et une équipe qui se trouve encore dans l’élite du football belge (Division 1, nationale).
Une piscine est construite en 1895. 

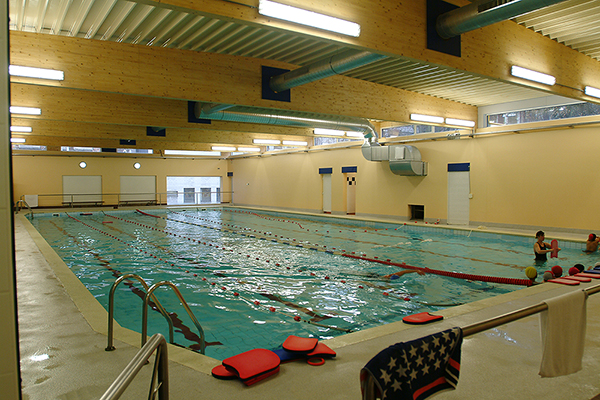
Centre Sportif Saint-Benoît Saint-Servais, vue de la piscine.

Le Centre scolaire Saint-Benoît Saint-Servais comporte actuellement un Centre sportif composé de différentes salles et d'une piscine. Il y a notamment une grande salle omnisports avec des murs d'escalade, une salle polyvalente avec un tatami au sol pour la pratique des arts martiaux, une salle de gymnastique, une salle multisports et une salle de sports de détente. La piscine est utilisée en journée pour les élèves du Centre scolaire (sections fondamentale et secondaire). En dehors des heures scolaires, elle est ouverte pour le public extérieur et de nombreux clubs sportifs.

### Fondation du collège Saint-Louis
En 1893, les premières classes du nouveau collège Saint-Louis, au Longdoz sont ouvertes. Deux raisons poussent au dédoublement du collège Saint-Servais: l’accroissement de la population scolaire à Saint-Servais, et surtout le souhait pressant de Mgr Doutreloux de voir un établissement d’enseignement catholique s’installer dans ce quartier populaire en rapide développement.

### LeXXesiècleau Collège Saint-Servais

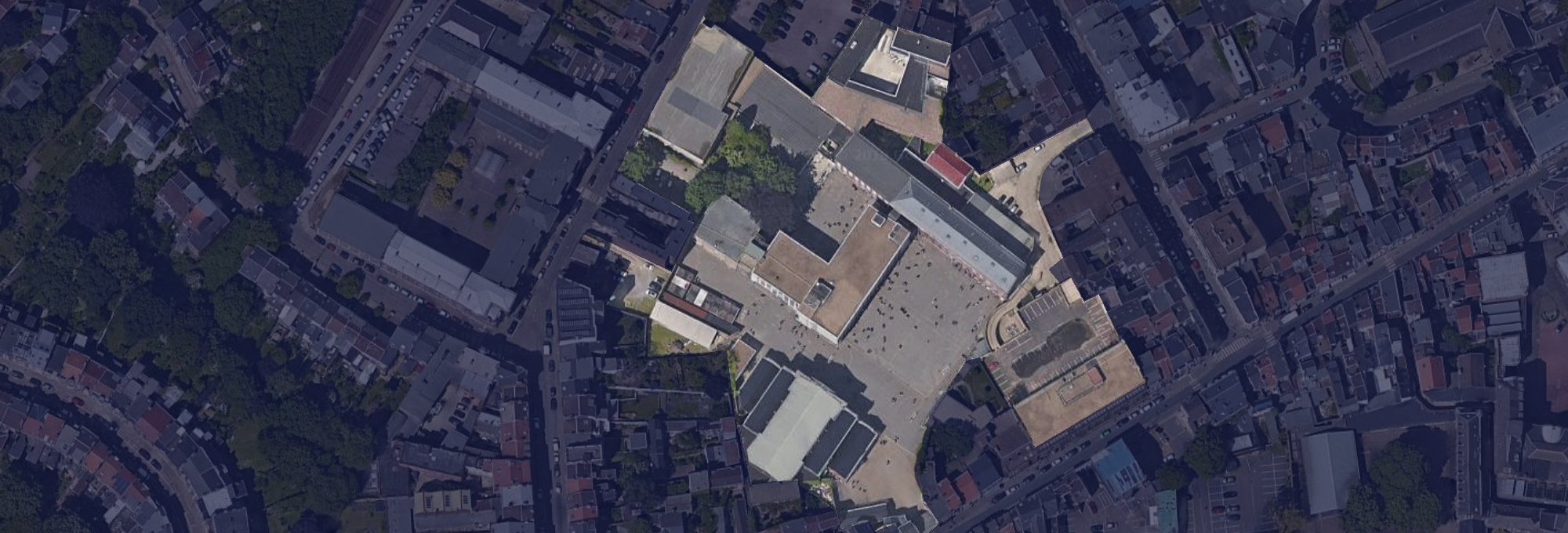
Vue aérienne satellitaire du site de la section secondaire du Centre scolaire Saint-Benoît Saint-Servais à Liège.

Durant la Première Guerre mondiale, de 1914 à 1915, le collège est transformé en hôpital par la Croix-Rouge. De nombreux blessés y sont soignés. Plusieurs jésuites font de la résistance. Le père Desonay est arrêté en juin 1917 pour espionnage au profit des anglais.

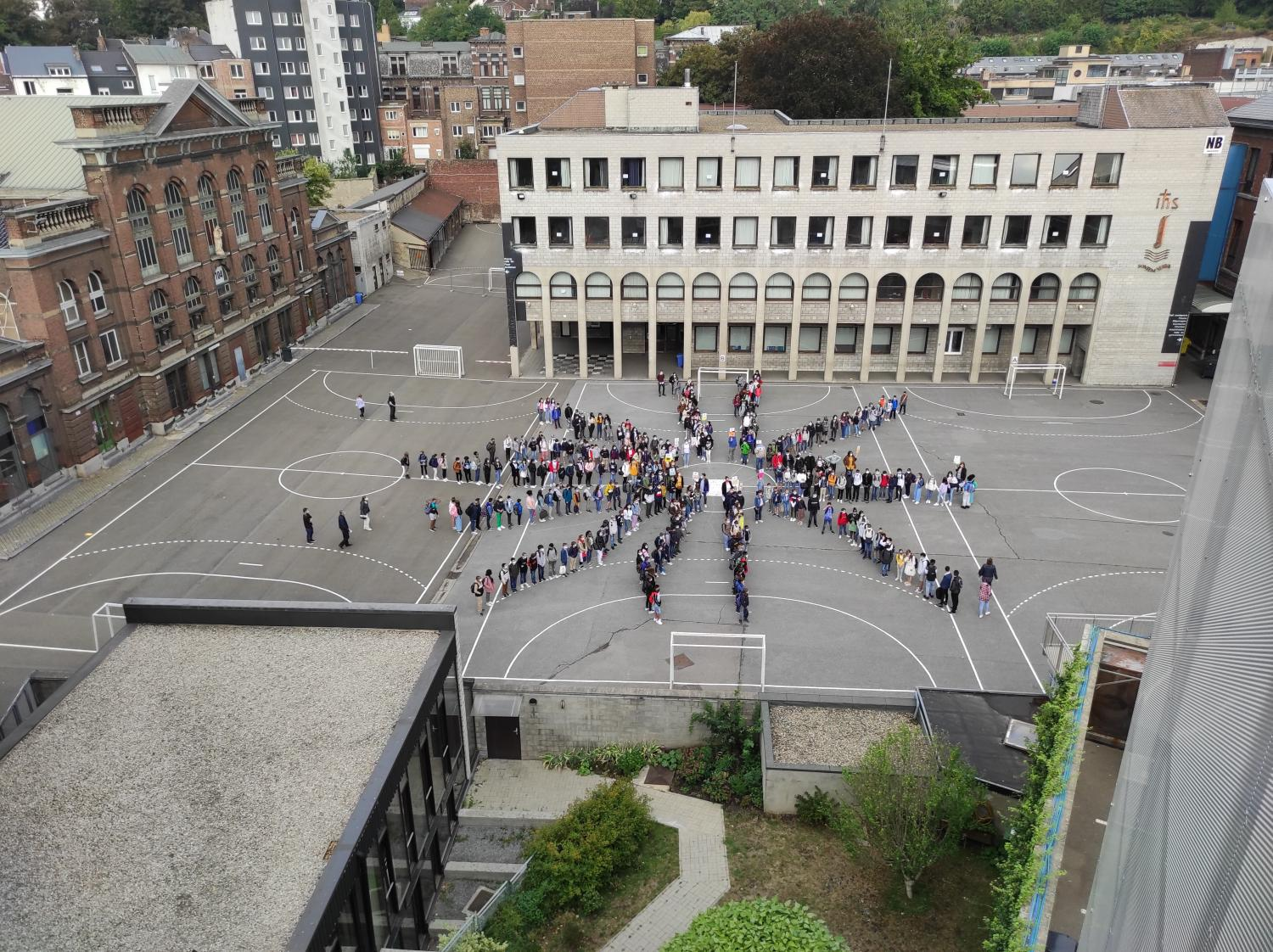
Vue de la cour intérieure du Centre scolaire Saint-Benoit Saint-Servais à Liège.

En 1923 est ouverte la villa Saint-Servais à Botassart, dans la vallée de la Semois, près de la ville de Bouillon. De nombreux groupes d’élèves du collège et de mouvements de jeunesse y auront leurs camps d’été.
La Seconde Guerre mondiale apporte de nouveau son lot de malheurs et de désorganisations. En septembre 1939 de nombreux professeurs sont absents car mobilisés. À partir de mai 1940 les aînés parmi les élèves « disparaissent », car partis rejoindre des « centres de recrutement » qui, en fait, n’existent pas.

Le collège reste ouvert même si le quotidien des élèves est souvent désorganisé par les nombreuses réquisitions de professeurs pour divers services qui leur sont imposés par l’occupant allemand. Des bombardements, et passages de V1 et V2, causent des dégâts. Les bâtiments sont utilisés comme gîtes d’étapes pour réfugiés, ou pour la détention d’inciviques accusés de collaboration avec l’ennemi : un mur provisoire fut construit à la hâte au travers de la cour de récréation pour les séparer des élèves.

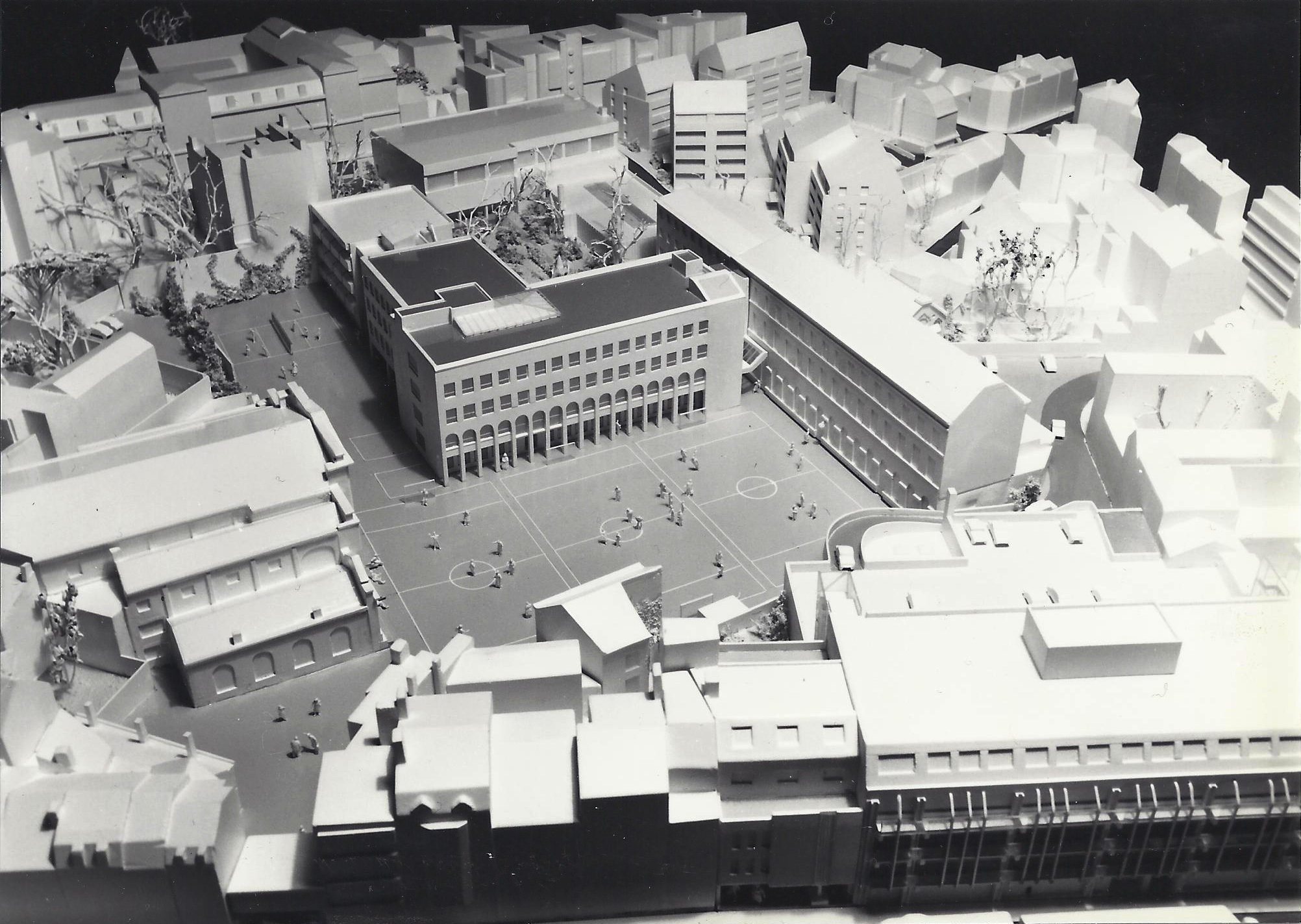
Maquette des bâtiments du Centre scolaire Saint-Benoît Saint-Servais à Liège.

À la fin de la guerre, en mars 1945, le collège est transformé en centre provisoire de rapatriement pour les déportés revenus d’Allemagne après leur libération par l’armée américaine. En décembre 1945 le collège reprend sa mission éducative.

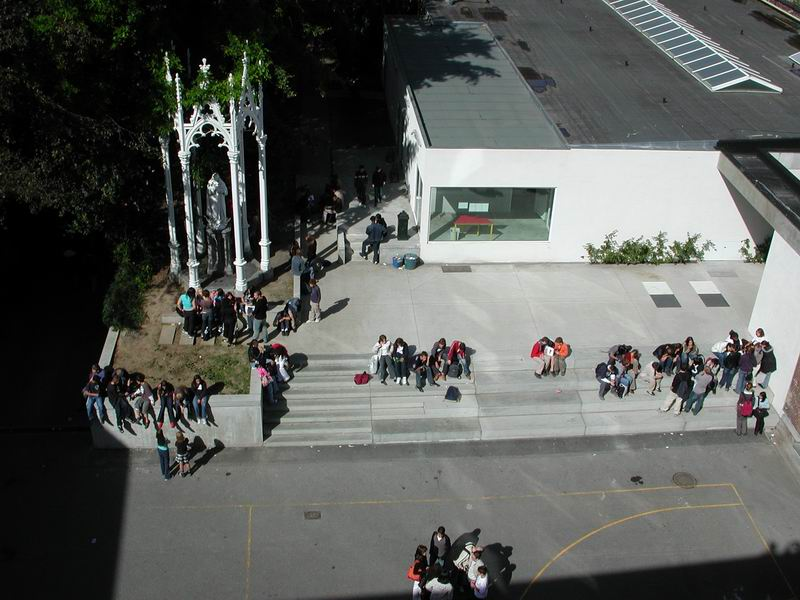
Centre scolaire Saint-Benoît Saint-Servais, vue de la cour basket et de la piscine.

Le pacte scolaire de 1958, mettant fin  à une longue et acrimonieuse querelle politique sur le soutien public à l’enseignement privé en Belgique, entraîne des changements notoires au collège, comme dans les autres instituts catholiques du pays. Les professeurs sont désormais mieux payés et ont droit à une pension. Par ailleurs c’est la fin d’une tradition sympathique : celle de professeurs comptabilisant plus de cinquante années de service à Saint-Servais.

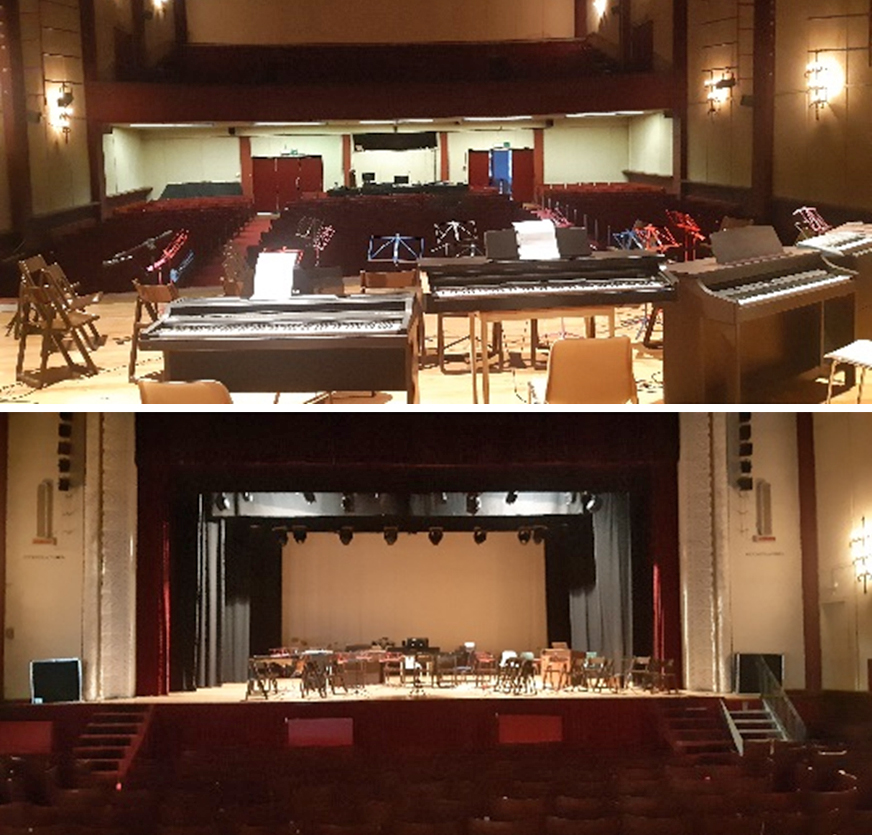
Centre scolaire Saint-Benoît Saint-Servais, vues de la salle de spectacle du "104".

En 1977 l’internat est fermé. Les bâtiments à front de rue Saint-Gilles sont démolis (y compris l’église) pour être remplacés par d’autres, plus fonctionnels. C’est l’époque également de l’introduction de changements pédagogiques majeurs (dit « enseignement rénové »). L’incendie accidentel du 22 février 1979, qui ravage plusieurs salles de cours, accélère la rénovation complète de l’infrastructure. Une salle de sports (en 1982) et un nouveau bâtiment de classes sont achevés, respectivement en 1982 et 1984.

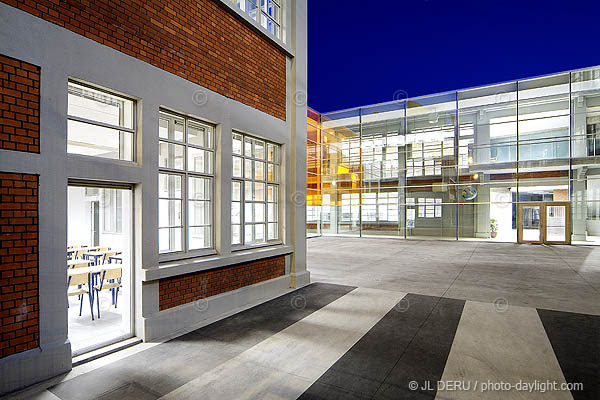
Centre scolaire Saint-Benoît Saint-Servais, vue du bâtiment BÉGUINAGES et de sa cour intérieure.

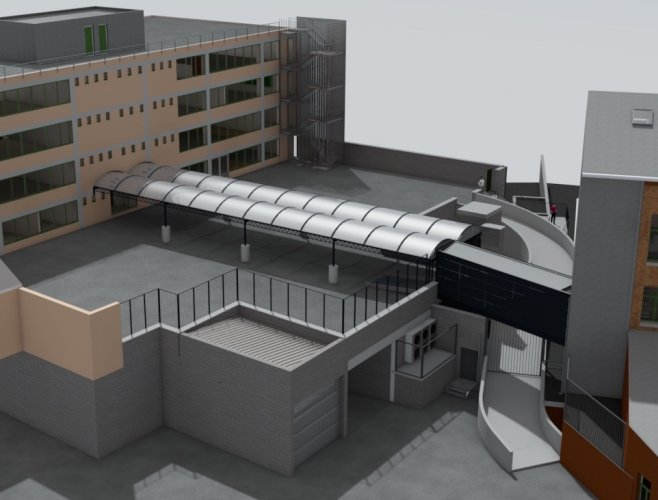
Maquette du bâtiment Saint-Gilles.

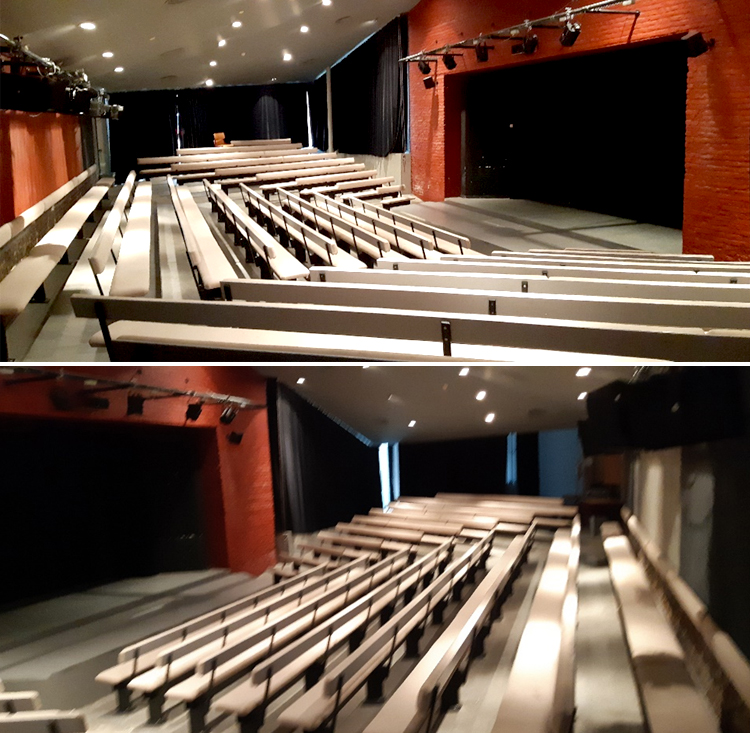
Centre scolaire Saint-Benoît Saint-Servais, vues de l'amphithéâtre.

Une autre révolution pédagogique est le passage à la mixité en 1992.  Un rapprochement progressif avec l’école abbatiale de filles dirigée par les moniales bénédictines de la Paix Notre-Dame aboutit à une union des deux institutions en une nouvelle : le Centre Scolaire Saint-Benoît Saint-Servais.
En 2004, le nombre d’élèves étant encore en augmentation, un ancien bâtiment industriel voisin est acquis et aménagé en espace scolaire. Cela permet en outre d’aménager à la rue Lambert le Bègue une nouvelle entrée pour les élèves.
En 2015, le centre scolaire a acheté un bâtiment afin d’y aménager de nouveaux locaux avec une façade donnant sur la rue Saint Gilles. Ce bâtiment est consacré aux étudiants de première année.
Pour l'année scolaire 2021-2022, le Centre scolaire accueille au total environ 2 135 élèves : environ 450 élèves dans l'enseignement fondamental (maternel et primaire) et environ 1 685 élèves dans l'enseignement secondaire.

## Personnalités
Parmi ses anciens élèves, le Centre scolaire Saint-Benoît Saint-Servais de Liège compte :
- Philippe Bodson, homme d'affaires et politicien belge, président-directeur général d'AGC Glass Europe (ex "Glaverbel") et administrateur-délégué de Tractebel (groupe ENGIE).
- Bernard Boileau, joueur de tennis belge qui a été sacré 8 fois champion de Belgique.
- Jean-Michel Charlier, un des plus grands et des plus prolifiques scénaristes de bande dessinée de l'école franco-belge.
- Frédéric Close, président de section à la Cour de Cassation de Liège.
- Jean-Pierre Delville, 92e évêque de Liège.
- Arnaud Dely, athlète belge champion du monde et d'Europe de duathlon.
- Chevalier Louis de Spirlet, docteur en Droit de l’Université de Liège et licencié en Sciences économiques de l’UCL, ancien Président du Conseil d’Administration de l'École de Gestion de l'Université de Liège (HEC).
- François Fornieri, homme d'affaires liégeois, cofondateur et administrateur de la société Mithra Pharmaceuticals.
- Simon François, journaliste et présentateur du Journal télévisé de RTL INFO.
- Gustave Francotte (1852-1925), ministre de l'Industrie et du Travail.
- Henri Francotte (1856-1918), historien et homme politique.
- Vincent Geenen, professeur et docteur de l'Université de Liège, spécialisé en embryologie et immunologie, directeur de recherche FNRS, chef de clinique en endocrinologie au CHU de Liège et actuel président de l'Association Royale des Anciennes et Anciens Elèves du Centre Scolaire Saint-Benoît Saint-Servais.
- Bernard Gheur, journaliste, romancier et nouvelliste belge.
- Luc Gochel, journaliste chez Sudpresse.
- Paul Goethals, archevêque de Calcutta.
- Philippe Goffin, ministre sortant des Affaires Etrangères et de la Défense Nationale
- Yoris Grandjean, nageur belge détenteur de 2 titres de champion du monde junior et de plusieurs records de Belgique de nage.
- Jean Guillaume, professeur de littérature et poète wallon.
- Vincent Halkin, ancien doyen de la faculté de Mathématiques de l’Université de Stanford aux États-Unis.
- Pierre Harmel,  homme d'État belge qui a été premier ministre.
- Eugène Lafont, homme de science, promoteur de l'étude de sciences en Inde.
- Willy Legros, docteur en Sciences appliquées, professeur et ancien recteur de l'Université de Liège.
- Gustave Le Paige, archéologue au Chili.
- Philippe Luthers, animateur et producteur belge à la RTBF.
- Dominique Martens, ingénieur commercial (HEC - ULiège), docteur en théologie de l'UCL, directeur du Centre Lumen Vitae, exégète et enseignant à l’Université catholique de Louvain et à l'Université de Namur.
- Serge Michel, acteur.
- Jean-Michel Rigo, professeur et ancien vice-recteur de l'Université d'Hasselt. Actuel président du Pouvoir Organisateur du Centre scolaire Saint-Benoît Saint-Servais.
- Georges Simenon, écrivain, créateur du commissaire Maigret.
- Henri Snyers, architecte qui compte le Passage Lemonnier à Liège parmi ses réalisations.
- Alexandre Van Damme (en), homme d'affaires belge, diplômé de la Solvay Business School, actionnaire et administrateur du groupe brassicole international InBev. Milliardaire, il fait partie des plus grandes fortunes de Belgique.
- Melchior Wathelet Sr, homme politique belge qui a été plusieurs fois Ministre fédéral (de la Défense, de la Justice et des Affaires économiques).
- Jean Winand, premier vice-recteur de l'Université de Liège.
- Olivier Windels, vicaire épiscopal (Évêché de Liège).